# 高橋徹 (地方公務員)
高橋 徹（たかはし とおる、1960年 <昭和35年> 3月3日 - ）は、日本の地方公務員。都市計画畑を長く歩む。大阪市都市計画局長を経て、大阪市副市長。

## 経歴
京都大学工学部土木工学科卒業。1985年3月 京都大学大学院工学研究科土木工学専攻修了。同年4月 大阪市採用、総合計画局勤務。2003年 (平成15年) 4月 計画調整局企画調整部都市再生企画担当課長。2006年 4月同都市プロモーション企画担当課長。2007年4月 同計画部都市計画担当課長。2009年4月 同開発調整部長。2012年4月 同計画部長兼うめきた整備担当部長。同年6月 免計画調整局うめきた整備担当部長兼務。2013年8月 都市計画局交通政策室長兼務。2014年4月 都市計画局理事兼経済戦略局理事。
2018年4月 都市計画局長。
2019年 (令和元年) 6月、大阪市副市長。
都市交通局、危機管理監、経済戦略局（立地交流推進部に限る。）、万博推進局、ＩＲ推進局、契約管財局、大阪都市計画局、計画調整局、環境局（環境施策部及び環境管理部に限る。）、都市整備局、建設局及び大阪港湾局を担任。2023年4月、松井一郎市長の退任に伴い、同月7～9日に市長職務を代理。
2023年6月、大阪市副市長再任。